# John Bailey (Kameramann)
John Bailey (* 10. August 1942 in Moberly, Missouri; † 10. November 2023 in Los Angeles, Kalifornien) war ein US-amerikanischer Kameramann und Filmregisseur.

## Leben
John Bailey besuchte 1962 die Loyola Universität in Chicago. In seiner Studienzeit besuchte er Innsbruck und Wien, um die deutsche Sprache und Kultur zu lernen. Danach besuchte er die Filmschule der University of Southern California. Sein Spezialgebiet war die Kameratechnik, 1968 machte er in diesem Fach seinen Universitätsabschluss.
Seine Karriere beim Film begann er als einfacher Kameratechniker für eine Dokumentation über den Musiker Joe Cocker. Im Verlaufe der 1970er-Jahre sammelte er als Assistent von bekannten Kameraleuten wie Vilmos Zsigmond und Néstor Almendros Erfahrungen im Filmgeschäft. Alan Rudolph, ein Schüler Robert Altmans, engagierte Bailey dann in seinen Frühwerken. Bekannt wurde Bailey 1980 als Chefkameramann der Kino-Hits Ein Mann für gewisse Stunden und Eine ganz normale Familie. Danach arbeitete er in den folgenden Jahrzehnten bei Hollywood-Produktionen wie Und täglich grüßt das Murmeltier, In the Line of Fire – Die zweite Chance, Besser geht’s nicht oder The Producers als Chef-Kameramann. Besonders geschätzt wurde er von dem extravaganten Regisseur Paul Schrader, der ihn nach Ein Mann für gewisse Stunden noch mehrfach als Kameramann bei seinen Filmen einsetzte. Zuletzt trat er 2022 als Chefkameramann in Erscheinung; sein diesbezügliches Schaffen umfasst mehr als 80 Produktionen. 
Zwischen 1991 und 2001 führte Bailey neben seiner Tätigkeit als Kameramann auch bei fünf Filmen die Regie, darunter bei dem Thriller China Moon.
Das Mitglied der American Society of Cinematographers (ASC) wurde 1987 in die Jury der Internationalen Filmfestspiele von Venedig berufen. Bei den Internationalen Filmfestspielen von Cannes 1985 wurde Bailey zusammen mit der japanischen Kostüm-Designerin Eiko Ishioka und dem Komponisten Philip Glass mit dem Best Artistic Contribution Award für den Film Mishima – Ein Leben in vier Kapiteln unter Paul Schraders Regie geehrt. Zudem wurde er 2001 mit dem President’s Award der „Society of Camera Operators“ ausgezeichnet.
Der 2004 eingeführte Panavision Anamorphic Wide-Angle Zoom (AWZ2), der anamorphotische Elemente an der Vorderseite des Objektivs verwendet, wird in der Branche auch als „Bailey-Zoom“ bezeichnet, da dessen stete Nachfragen nach einem überlegenen anamorphotischen Weitwinkelzoom die Ingenieure von Panavision zur Entwicklung dieser Technik inspirierten.
Im August 2017 wurde er überraschend zum Präsidenten der Academy of Motion Picture Arts and Sciences gewählt, die unter anderem für die Verleihung der Oscars verantwortlich ist. 2019 wurde David Rubin zu seinem Nachfolger gewählt.
John Bailey war seit 1972 mit Carol Littleton verheiratet, einer erfolgreichen Filmeditorin, die 1983 für den Oscar nominiert wurde und 2000 den Emmy gewann.
Am 10. November 2023 starb Bailey in seiner Wohnung in Los Angeles im Alter von 81 Jahren.

## Filmografie (Auswahl)
Kamera-Assistent
- 1971: Asphaltrennen (Two-Lane Blacktop)

Kameramann
- 1976: Willkommen in Los Angeles (Welcome to L.A.)
- 1977: Die Katze kennt den Mörder (The Late Show)
- 1977: Robert Altmans 3 Frauen (3 Women)
- 1978: In der Glut des Südens (Days of Heaven)
- 1979: Philadelphia Clan (Winter Kills)
- 2007: Kill Bobby Z (The Death and Life of Bobby Z)

Chef-Kameramann
- 1976: Legacy
- 1978: Der Mafu-Käfig (The Mafu Cage)
- 1979: Boulevard des Todes (Boulevard Nights)
- 1980: Ein Mann für gewisse Stunden (American Gigolo)
- 1980: Eine ganz normale Familie (Ordinary People)
- 1981: Da steht der ganze Freeway Kopf (Honky Tonk Freeway)
- 1981: Zwei wie Katz und Maus (Continental Divide)
- 1982: Katzenmenschen (Cat People)
- 1982: Champions (That Championship Season)
- 1983: An einem Morgen im Mai (Without a Trace)
- 1983: Der große Frust (The Big Chill)
- 1984: Die Zeit verrinnt, die Navy ruft (Racing with the Moon)
- 1984: Der Pate von Greenwich Village (The Pope of Greenwich Village)
- 1984: Mishima – Ein Leben in vier Kapiteln (Mishima: A Life in Four Chapters)
- 1985: Silverado (Silverado)
- 1986: Crossroads – Pakt mit dem Teufel (Crossroads)
- 1987: Harte Männer tanzen nicht (Tough Guys Don’t Dance)
- 1988: Vibes – Die übersinnliche Jagd nach der glühenden Pyramide (Vibes)
- 1988: Die Reisen des Mr. Leary (The Accidental Tourist)
- 1990: Hollywoods Einzelgänger (Hollywood Mavericks)
- 1990: My Blue Heaven
- 1991: Eine kurze Geschichte der Zeit (A Brief History of Time)
- 1993: Und täglich grüßt das Murmeltier (Groundhog Day)
- 1993: In the Line of Fire – Die zweite Chance (In the Line of Fire)
- 1996: Extrem … mit allen Mitteln (Extreme Measures)
- 1997: Besser geht’s nicht (As Good as it Gets)
- 1998: Wachgeküßt (Living Out Loud)
- 1999: Schlaflos in New York (The Out-of-Towners)
- 2000: Via Dolorosa (Via Dolorosa) – Regie, Chef-Kameramann
- 2001: Startup (Antitrust)
- 2001: Beziehungen und andere Katastrophen (The Anniversary Party)
- 2003: Wie werde ich ihn los – in 10 Tagen? (How to Lose a Guy in 10 Days)
- 2005: Eine für 4 (The Sisterhood of the Traveling Pants)
- 2005: The Producers
- 2007: Lizenz zum Heiraten (License to Wed)
- 2008: Mad Money
- 2008: Nur über ihre Leiche (Over Her Dead Body)
- 2009: Zeit der Trauer (The Greatest)
- 2010: Schwesterherzen – Ramonas wilde Welt (Ramona and Beezus)
- 2010: Country Strong
- 2012: Der Ruf der Wale (Big Miracle)
- 2013: Ganz weit hinten (The Way, Way Back)
- 2014: The Angriest Man in Brooklyn
- 2015: Picknick mit Bären (A Walk in the Woods)
- 2017: How to Be a Latin Lover
- 2022: 10 Tricks

Regie
- 1991: The Search for Signs of Intelligent Life in the Universe
- 1994: China Moon
- 1996: Mariette in Ecstasy
- 2000: Via Dolorosa
- 2001: NSync: Bigger Than Live

## Auszeichnungen (Auswahl)
- 1988: Nominierung für den Independent Spirit Award (Harte Männer tanzen nicht)
- 1994: CableACE Award in der Kategorie „Dramatic or Theatrical Special“, gemeinsam mit Lily Tomlin, Jane Wagner und Paula Mazur (The Search for Signs of Intelligent Life in the Universe)
- 1999: Nominierung für den Goldenen Frosch des Camerimage-Festivals (Forever Mine – Eine verhängnisvolle Liebe)
- 2001: President’s Award der Society of Camera Operators
- 2014: Technicolor William A. Fraker Cinematography Journalist of the Year Award bei der Verleihung der Emerging Cinematographer Awards
- 2015: Preis für ein Lebenswerk der American Society of Cinematographers
- 2018: Gewinner Governors’ Award der Society of Camera Operators
- 2019: Preis für ein Lebenswerk des Camerimage-Festivals